# Jean Alesi
Giovanni „Jean“ Alesi (* 11. Juni 1964 in Montfavet bei Avignon) ist ein ehemaliger französischer Automobilrennfahrer mit sizilianischen Wurzeln. Er startete zwischen 1989 und 2001 bei 201 Grand-Prix-Rennen in der Formel 1. Von 2002 bis 2006 fuhr Alesi in der DTM, 2007 und 2008 war er in der Speedcar Series aktiv.
In seiner Formel-1-Zeit fuhr Alesi unter anderem für den italienischen Traditionsrennstall Ferrari. Seine ungestüme und temperamentvolle Art brachte ihm bei den italienischen Fans eine besondere Verehrung ein. Er erinnerte die Tifosi an den 1982 verstorbenen Kanadier Gilles Villeneuve, der im Ferrari mit der Startnummer 27 verunglückt war, die später auch Alesi auf seinem Ferrari trug.

## Karriere

### Anfänge im Motorsport
Jean Alesi begann 1981 seine Motorsportkarriere mit dem Kartsport. 1986, nach mehreren mittelmäßigen Jahren im Renault 5 Turbo Cup und in der Formel Renault, wechselte er in die Französische Formel-3-Meisterschaft und wurde auf Anhieb hinter Yannick Dalmas Zweiter in der Gesamtwertung. Im folgenden Jahr sicherte er sich den Titel und bekam einen Formel-3000-Vertrag im ORECA-Team für die Saison 1988. Alesi holte zwar nur den zehnten Gesamtrang, aber in der nächsten Saison kam er im Team Jordan unter und sicherte sich vor seinem punktgleichen Landsmann Érik Comas den Titel.

### Formel 1

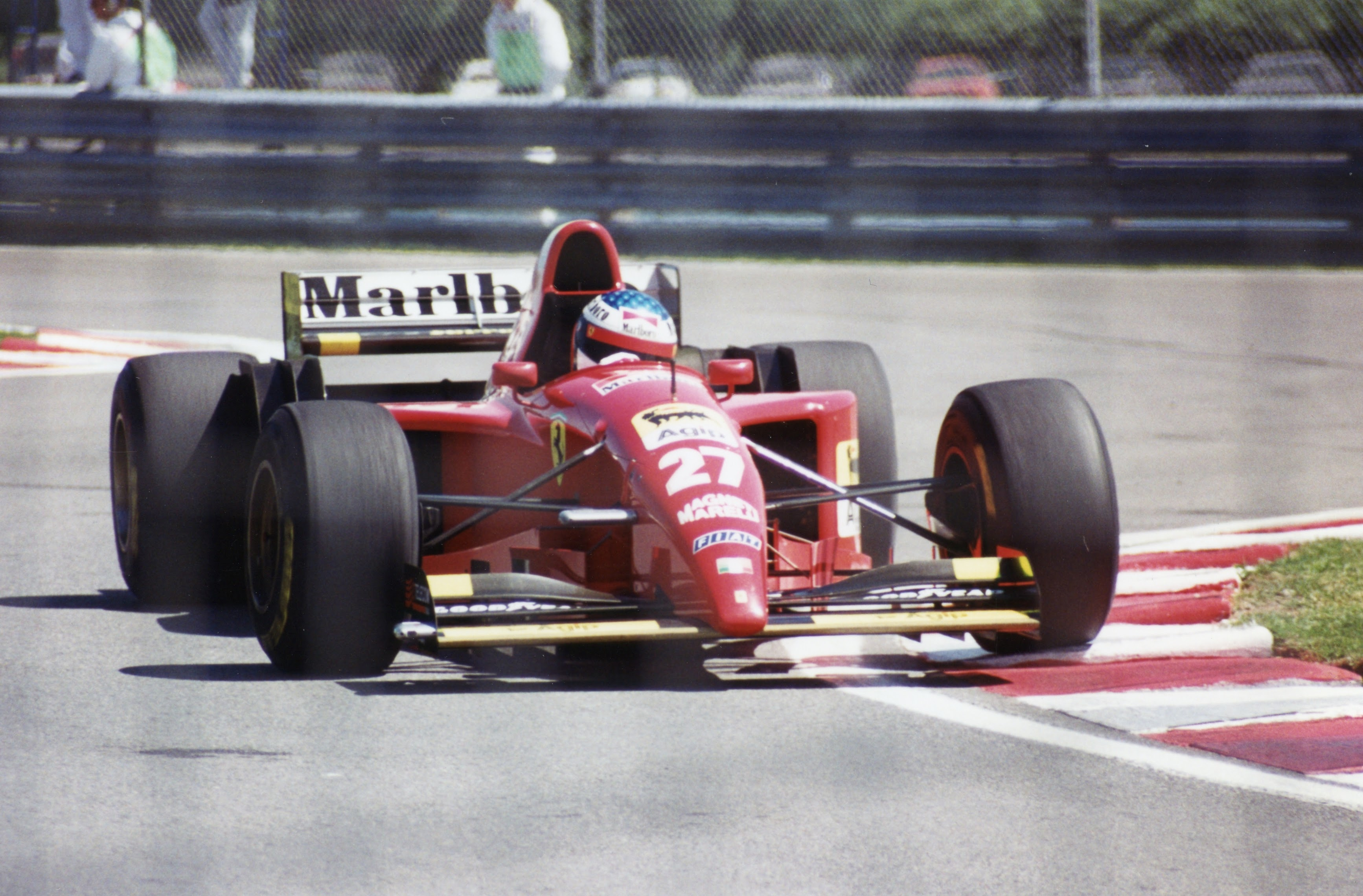
Alesi vor seinem einzigen Formel-1-Sieg in Kanada 1995

Ebenfalls im Jahr 1989 begann Jean Alesi seine Karriere bei Tyrrell in der Formel 1. Er ersetzte mitten in der Saison den Alt-Star Michele Alboreto und kam gleich in seinem ersten Rennen, dem Grand Prix von Frankreich auf dem Circuit Paul Ricard, auf den vierten Platz. Er holte 1989 noch bei zwei weiteren Rennen WM-Punkte. In Formel-1-Kreisen galt er spätestens jetzt als eines der größten Talente, und es war nur noch eine Frage der Zeit, bis er zu einem Top-Team wechseln würde. Nachdem er im Folgejahr auf dem Tyrrell 018 und 019 einige weitere hervorragende Leistungen geliefert hatte – unter anderem zwei zweite Plätze beim Grand Prix in Phoenix nach einem heftigen Kampf mit dem späteren Weltmeister Ayrton Senna und in Monaco – folgten Angebote von Spitzenteams wie Ferrari und Williams. Alesi unterschrieb gleich zwei Verträge, wurde aber vom World Council dem italienischen Rennstall zugesprochen. Alesi hatte das Pech, dass er zu einem Zeitpunkt zu Ferrari wechselte, als sich das Team im Abstieg befand. Oft ließ ihn sein Material im Stich, als er auf dem Weg zu sicheren Punkten war. Alesi vermochte es aber auch nicht, sein Team in der Entwicklung eines konkurrenzfähigeren und zuverlässigeren Fahrzeugs entscheidend zu unterstützen. Erst mit der Verpflichtung des Österreichers Gerhard Berger an der Seite des Franzosen war ein deutlicher Aufwärtstrend zu erkennen. Ende 1995 verließ Alesi nach fünf Jahren Ferrari und wechselte zu Benetton. Er verband damit die Hoffnung, noch mal um die Weltmeisterschaft kämpfen zu können, da das Team um Flavio Briatore in den Vorjahren jeweils den WM-Titel erringen konnte. Trotz vereinzelter Highlights reichte es in zwei Jahren nicht für einen Sieg oder gar den Titelgewinn. Nach 1997 fuhr er nacheinander mit mäßigem Erfolg für Sauber, Prost und Jordan, wo er dann 2001 seine Formel-1-Karriere beendete.
Jean Alesi ging zwischen dem 9. Juli 1989 und dem 14. Oktober 2001 bei 201 Formel-1-Rennen an den Start und errang dabei insgesamt 241 WM-Punkte. Seinen einzigen Sieg feierte er 1995, an seinem 31. Geburtstag, beim Großen Preis von Kanada im Ferrari. Seine besten WM-Platzierungen waren der jeweils vierte Gesamtrang 1996 und 1997.
Alesi wurde von vielen anderen Fahrern wegen seiner schier unglaublichen Fahrzeugbeherrschung bewundert, galt aber dazu als äußerst emotional und temperamentvoll. Beobachter sind sich bis heute einig in der Einschätzung, dass dieses Temperament größere Erfolge, zu denen Alesi zweifellos das Talent besaß, verhinderte. Zudem wurde dem Franzosen immer wieder nachgesagt, mangelndes technisches Verständnis zu haben und nicht in der Lage zu sein, einen Rennwagen weiterzuentwickeln. Er verlasse sich vielmehr auf sein Naturtalent und umfahre auf diese Weise manches Problem.

### DTM
2002 wechselte Alesi in das DTM-Team von H.W.A. und pilotierte einen AMG-Mercedes CLK DTM. Zwischenzeitlich war er einer der beliebtesten Fahrer der Serie. Auch dort blieb er seinem waghalsigen Fahrstil treu, der ihn oftmals gute Ergebnisse in der Superpole, einem Einzelzeitfahren für die ersten zehn Startplätze nach dem Qualifying, kostete. Gleich in seinem ersten Rennen in Hockenheim konnte er einen Podestplatz einfahren. Im ersten Jahr folgte der erste Sieg im vierten Rennen in Donington Park. Es folgte noch ein Sieg; die Saison 2003 schloss er als Gesamtfünfter ab. In der Saison 2004 belegte er den siebten Rang in der Jahreswertung. Für die Saison 2006 bekam er kein Werksauto mehr von Mercedes und musste mit dem Vorjahresauto vorliebnehmen. Am 29. Oktober 2006 beendete er sein Engagement in der DTM mit dem neunten Gesamtrang.

### Speedcar Series
Jean Alesi nahm als Gründungsmitglied an der Tourenwagenserie Speedcar Series teil. Die Anfang November 2007 zum ersten Mal (als Demonstrationsveranstaltung) gestartete Serie wurde lediglich auf Rennstrecken in Asien ausgetragen. Die erste Saison umfasste acht Rennen und lief von Januar bis April (unter anderem im Rahmenprogramm der Formel 1). Das erste Wertungsrennen am 22. März 2008 auf der malaysischen Strecke von Sepang konnte Alesi vor seinem ehemaligen Formel-1-Kollegen Johnny Herbert gewinnen. Nach insgesamt zehn Rennen belegte er in der Wertung allerdings nur noch Platz vier – erster Gesamtsieger wurde Herbert.

### Le Mans Series
2010 unterschrieb Alesi einen Vertrag bei AF Corse für das 24-Stunden-Rennen von Le Mans und die Le Mans Series. Alesi testete dafür bei Vortests in Paul Ricard zusammen mit Giancarlo Fisichella und Toni Vilander einen Ferrari F430 GTC.

### Lotus-Botschafter und Gaststart in Indianapolis
Im Januar 2011 wurde Alesi Markenbotschafter der Lotus-Gruppe und Entwickler des Kundenprogramms Lotus T125, ein Projekt zur Entwicklung eines kommerziell vertriebenen Formel-Rennwagens für Privatpersonen. Im September 2011 gab Alesi bekannt, mit einem Lotus-betriebenen Wagen am Indianapolis 500 2012 teilzunehmen. Nachdem zunächst vom Team Newman/Haas Racing die Rede gewesen war, trat er auf einem von Fan Force United eingesetzten Dallara an. Er qualifizierte sich für den 33. und letzten Startplatz für das Rennen. Die Rennleitung entschied jedoch nach 10 Runden, die beiden Lotus-getriebenen Rennwagen von Alesi und Simona de Silvestro mit der schwarzen Flagge aus dem Rennen zu nehmen, da die Fahrzeuge keine Rundenzeiten innerhalb von 105 Prozent der Runden an der Spitze fahren konnten. Am Ende des Jahres gab Alesi bekannt, seine aktive Fahrerkarriere endgültig zu beenden.

## Persönliches
Alesis Sohn Giuliano ist ebenfalls Automobilrennfahrer.

## Sonstiges
Alesis Helm trägt ein ähnliches Design wie der des 1986 auf dem Circuit Paul Ricard tödlich verunglückten Italieners Elio de Angelis. Auf dieser Strecke hatte Alesi seine Rennfahrer-Ausbildung bei der Winfield Racing School absolviert.
Bei Onboard-Aufnahmen kann man erkennen, dass er im Gegensatz zu anderen Fahrern das Lenkrad ziemlich weit oben anfasst, was von vielen Fahrern als „unbequem“ beschrieben wurde.

## Statistik

### Formel 3 und Formel 3000
- 1986 Französischer Formel-3-Vizemeister
- 1987 Französischer Formel-3-Meister
- 1989 Formel-3000-Europameister

### Statistik in der Formel 1

#### Grand-Prix-Siege
- 1995  Großer Preis von Kanada (Montréal)

#### Gesamtübersicht
| Saison | Team                        | Chassis                   | Motor                    | Rennen | Siege | Zweiter | Dritter | Poles | schn. Runden | Punkte | WM-Pos. |
| ------ | --------------------------- | ------------------------- | ------------------------ | ------ | ----- | ------- | ------- | ----- | ------------ | ------ | ------- |
| 1989   | Tyrrell Racing Organisation | Tyrrell 018               | Ford Cosworth DFR 3.5 V8 | 8      | –     | –       | –       | –     | –            | 8      | 9.      |
| 1990   | Tyrrell Racing Organisation | Tyrrell 018B / 019        | Ford Cosworth DFR 3.5 V8 | 15     | –     | 2       | –       | –     | –            | 13     | 9.      |
| 1991   | Scuderia Ferrari SpA        | Ferrari 642 / Ferrari 643 | Ferrari 3.5 V12          | 16     | –     | –       | 3       | –     | 1            | 21     | 7.      |
| 1992   | Scuderia Ferrari SpA        | Ferrari F92A / F92AT      | Ferrari 3.5 V12          | 16     | –     | –       | 2       | –     | –            | 18     | 7.      |
| 1993   | Scuderia Ferrari            | Ferrari F93A              | Ferrari 3.5 V12          | 16     | –     | 1       | 1       | –     | –            | 16     | 6.      |
| 1994   | Scuderia Ferrari            | Ferrari 412T1 / T1B       | Ferrari 3.5 V12          | 14     | –     | 1       | 3       | 1     | –            | 24     | 5.      |
| 1995   | Scuderia Ferrari            | Ferrari 412T2             | Ferrari 3.0 V12          | 17     | 1     | 4       | –       | –     | 1            | 42     | 5.      |
| 1996   | Mild Seven Benetton Renault | Benetton B196             | Renault 3.0 V10          | 16     | –     | 4       | 4       | –     | 2            | 47     | 4.      |
| 1997   | Mild Seven Benetton Renault | Benetton B197             | Renault 3.0 V10          | 17     | –     | 4       | 1       | 1     | –            | 36     | 4.      |
| 1998   | Red Bull Sauber Petronas    | Sauber C17                | Petronas 3.0 V10         | 16     | –     | –       | 1       | –     | –            | 9      | 11.     |
| 1999   | Red Bull Sauber Petronas    | Sauber C18                | Petronas 3.0 V10         | 16     | –     | –       | –       | –     | –            | 2      | 15.     |
| 2000   | Gauloises Prost Peugeot     | Prost AP03                | Peugeot 3.0 V10          | 17     | –     | –       | –       | –     | –            | –      | 22.     |
| 2001   | Prost Acer                  | Prost AP04                | Acer 3.0 V10             | 12     | –     | –       | –       | –     | –            | 4      | 15.     |
| 2001   | B&H Jordan Honda            | Jordan EJ11               | Honda 3.0 V10            | 5      | –     | –       | –       | –     | –            | 1      | 15.     |
| Gesamt | Gesamt                      | Gesamt                    | Gesamt                   | 201    | 1     | 16      | 15      | 2     | 4            | 241    |         |

#### Einzelergebnisse
| Saison | 1   | 2   | 3   | 4   | 5   | 6   | 7   | 8   | 9   | 10  | 11  | 12  | 13  | 14  | 15  | 16  | 17 |
| ------ | --- | --- | --- | --- | --- | --- | --- | --- | --- | --- | --- | --- | --- | --- | --- | --- | -- |
| 1989   |     |     |     |     |     |     |     |     |     |     |     |     |     |     |     |     |    |
|        |     |     |     |     |     | 4   | DNF | 10  | 9   |     | 5   |     | 4   | DNF | DNF |     |    |
| 1990   |     |     |     |     |     |     |     |     |     |     |     |     |     |     |     |     |    |
| 2      | 7   | 6   | 2   | DNF | 7   | DNF | 8   | 11* | DNF | 8   | DNF | 8   | DNF | DNS | 8   |     |    |
| 1991   |     |     |     |     |     |     |     |     |     |     |     |     |     |     |     |     |    |
| 12*    | 6   | DNF | 3   | DNF | DNF | 4   | DNF | 3   | 5   | DNF | DNF | 3   | 4   | DNF | DNF |     |    |
| 1992   |     |     |     |     |     |     |     |     |     |     |     |     |     |     |     |     |    |
| DNF    | DNF | 4   | 3   | DNF | DNF | 3   | DNF | DNF | 5   | DNF | DNF | DNF | DNF | 5   | 4   |     |    |
| 1993   |     |     |     |     |     |     |     |     |     |     |     |     |     |     |     |     |    |
| DNF    | 8   | DNF | DNF | DNF | 3   | DNF | DNF | 9   | 7   | DNF | DNF | 2   | 4   | DNF | 4   |     |    |
| 1994   |     |     |     |     |     |     |     |     |     |     |     |     |     |     |     |     |    |
| 3      | INJ | INJ | 5   | 4   | 3   | DNF | 2   | DNF | DNF | DNF | DNF | DNF | 10  | 3   | 6   |     |    |
| 1995   |     |     |     |     |     |     |     |     |     |     |     |     |     |     |     |     |    |
| 5      | 2   | 2   | DNF | DNF | 1   | 5   | 2   | DNF | DNF | DNF | DNF | 5   | 2   | 5   | DNF | DNF |    |
| 1996   |     |     |     |     |     |     |     |     |     |     |     |     |     |     |     |     |    |
| DNF    | 2   | 3   | DNF | 6   | DNF | 2   | 3   | 3   | DNF | 2   | 3   | 4   | 2   | 4   | DNF |     |    |
| 1997   |     |     |     |     |     |     |     |     |     |     |     |     |     |     |     |     |    |
| DNF    | 6   | 7   | 5   | DNF | 3   | 2   | 5   | 2   | 6   | 11  | 8   | 2   | DNF | 2   | 5   | 13  |    |
| 1998   |     |     |     |     |     |     |     |     |     |     |     |     |     |     |     |     |    |
| DNF    | 9   | 5   | 6   | 10  | 12* | DNF | 7   | DNF | DNF | 10  | 7   | 3   | 5   | 10  | 7   |     |    |
| 1999   |     |     |     |     |     |     |     |     |     |     |     |     |     |     |     |     |    |
| DNF    | DNF | 6   | DNF | DNF | DNF | DNF | 14  | DNF | 8   | 16* | 9   | 9   | DNF | 7   | 6   |     |    |
| 2000   |     |     |     |     |     |     |     |     |     |     |     |     |     |     |     |     |    |
| DNF    | DNF | DNF | 10  | DNF | 9   | DNF | DNF | 14  | DNF | DNF | DNF | DNF | 12  | DNF | DNF | 11  |    |
| 2001   |     |     |     |     |     |     |     |     |     |     |     |     |     |     |     |     |    |
| 9      | 9   | 8   | 9   | 10  | 10  | 6   | 5   | 15* | 12  | 11  | 6   | 10  | 6   | 8   | 7   | DNF |    |

| Legende  | Legende            | Legende                                                          |
| Farbe    | Abkürzung          | Bedeutung                                                        |
| -------- | ------------------ | ---------------------------------------------------------------- |
| Gold     | –                  | Sieg                                                             |
| Silber   | –                  | 2. Platz                                                         |
| Bronze   | –                  | 3. Platz                                                         |
| Grün     | –                  | Platzierung in den Punkten                                       |
| Blau     | –                  | Klassifiziert außerhalb der Punkteränge                          |
| Violett  | DNF                | Rennen nicht beendet (did not finish)                            |
| Violett  | NC                 | nicht klassifiziert (not classified)                             |
| Rot      | DNQ                | nicht qualifiziert (did not qualify)                             |
| Rot      | DNPQ               | in Vorqualifikation gescheitert (did not pre-qualify)            |
| Schwarz  | DSQ                | disqualifiziert (disqualified)                                   |
| Weiß     | DNS                | nicht am Start (did not start)                                   |
| Weiß     | WD                 | zurückgezogen (withdrawn)                                        |
| Hellblau | PO                 | nur am Training teilgenommen (practiced only)                    |
| Hellblau | TD                 | Freitags-Testfahrer (test driver)                                |
| ohne     | DNP                | nicht am Training teilgenommen (did not practice)                |
| ohne     | INJ                | verletzt oder krank (injured)                                    |
| ohne     | EX                 | ausgeschlossen (excluded)                                        |
| ohne     | DNA                | nicht erschienen (did not arrive)                                |
| ohne     | C                  | Rennen abgesagt (cancelled)                                      |
| ohne     | keine WM-Teilnahme |                                                                  |
| sonstige | P/fett             | Pole-Position                                                    |
| sonstige | 1/2/3/4/5/6/7/8    | Punktplatzierung im Sprint-/Qualifikationsrennen                 |
| sonstige | SR/kursiv          | Schnellste Rennrunde                                             |
| sonstige | *                  | nicht im Ziel, aufgrund der zurückgelegten Distanz aber gewertet |
| sonstige | ()                 | Streichresultate                                                 |
| sonstige | unterstrichen      | Führender in der Gesamtwertung                                   |

### Einzelergebnisse in der IndyCar Series
| Saison | Team             | 1   | 2   | 3   | 4   | 5       | 6   | 7   | 8   | 9   | 10  | 11  | 12  | 13  | 14  | 15  | Punkte | Rang |
| ------ | ---------------- | --- | --- | --- | --- | ------- | --- | --- | --- | --- | --- | --- | --- | --- | --- | --- | ------ | ---- |
| 2012   | Fan Force United | STP | ALA | LBH | SAO | INDY 33 | DET | TXS | MIL | IOW | TOR | EDM | MDO | SNM | BAL | FON | 13     | 34.  |

### Le-Mans-Ergebnisse
| Jahr | Team          | Fahrzeug         | Teamkollege          | Teamkollege    | Platzierung | Ausfallgrund |
| ---- | ------------- | ---------------- | -------------------- | -------------- | ----------- | ------------ |
| 1989 | Team Schuppan | Porsche 962C     | Will Hoy             | Dominic Dobson | Ausfall     | Unfall       |
| 2010 | AF Corse SRL  | Ferrari F430 GT2 | Giancarlo Fisichella | Toni Vilander  | Rang 16     |              |

### Siege in der DTM
- 2002  Großbritannien (Donington Park)
- 2002  Großbritannien (Donington Park)

- 2003  Großbritannien (Donington Park)
- 2003  Deutschland (Hockenheim)
- 2005  Deutschland (Hockenheim)